# Pteris amoena
Pteris amoena är en kantbräkenväxtart som beskrevs av Bl. Pteris amoena ingår i släktet Pteris och familjen Pteridaceae. Inga underarter finns listade.